# Traité de Nettuno

Carte de la Dalmatie de 1918, ici représentée dans le territoire actuel de la Croatie.

Le traité de Nettuno est un accord conclu entre les gouvernements du royaume d'Italie et du royaume des Serbes, Croates et Slovènes le 20 juillet 1925, qui permettait aux Italiens d'immigrer librement dans la région côtière yougoslave de Dalmatie. Sa ratification au parlement yougoslave a pris trois ans, car les représentants du Parti paysan croate de l'opposition étaient furieux contre le traité, le désignant comme de la colonisation par Benito Mussolini.
À la suite de l'assassinat de Stjepan Radić, une nouvelle coalition au pouvoir sous Anton Korošec réussit à ratifier le traité par un seul vote le 13 août 1928, une décision qui arriva trop tard pour apaiser les Italiens mais qui indigne encore plus les Croates.